# Afromevesia totorufa
Afromevesia totorufa là một loài tò vò trong họ Ichneumonidae.